# Stacketorp
Stacketorp is een gehucht op het eiland Öland. Het was voor 1960 een halteplaats aan de noordelijke tak van de Ölandspoorlijn. Het behoort tot de gemeente Borgholm.